# Pollica
Pollica község (comune) Olaszország Campania régiójában, Salerno megyében.

## Fekvése
A megye nyugati részén fekszik, a Tirrén-tenger partján. Határai: Casal Velino, San Mauro Cilento, Sessa Cilento és Stella Cilento.

## Története
Első említése a 8. századból származik. A következő századokban nemesi birtok volt. A 19. században nyerte el önállóságát, amikor a Nápolyi Királyságban felszámolták a feudalizmust.

## Népessége
A népesség számának alakulása:

## Főbb látnivalói
- Castello dei Principi Capanno
- Castello Vinciprova (Pioppi)
- Palazzo dei Baroni Galdi (Galdo)
- Palazzo Baronale Mazziotti (Celso)
- San Nicola-templom (Galdo)
- San Martino-templom (Cannicchio)
- Madonna dell’Annunziata-templom (Acciaroli)
- San Pietro-kápolna
- Madonna dell’Assunta-templom (Celso)
- Torre del Caleo (Acciaroli)
- Torre Normanna (Acciaroli)